# 嚴島
34°16′24.2″N 132°18′30.06″E / 34.273389°N 132.3083500°E

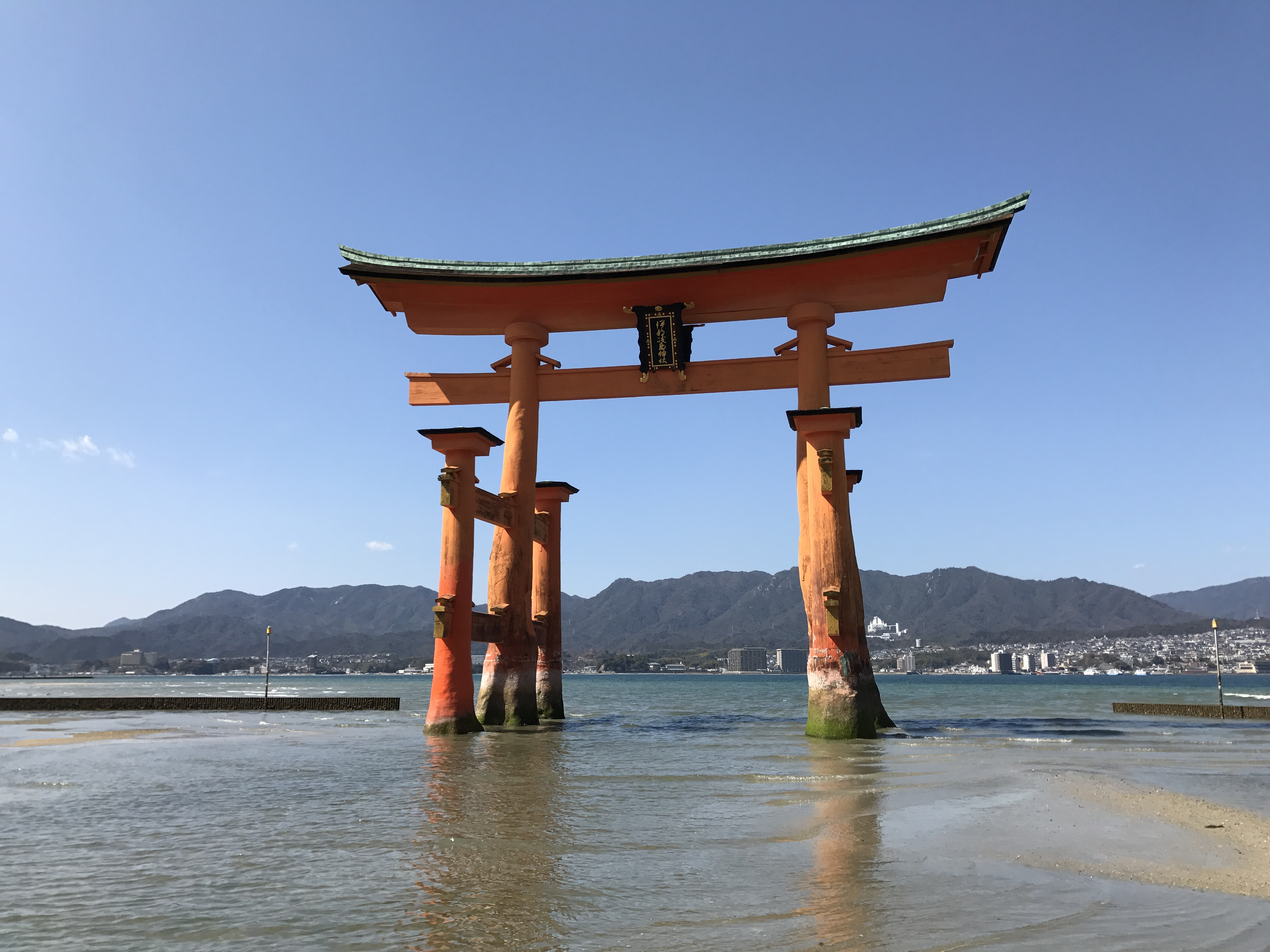
嚴島神社的大鳥居

嚴島（日语：／ Itsuku-shima */?）是位於日本瀨戶內海廣島灣西部的島嶼，行政區劃屬於廣島縣廿日市市，全島面積約為30平方公里，常住人口約1,600人。
嚴島也被稱做宮島，為日本三景之一，被稱為安藝之宮島；島上最主要的景點是以海上鳥居聞名的嚴島神社及後方的彌山原始林區，已被列入世界遺產。現每年有超過300萬人次的觀光客來到島上，在2011年貓途鷹的日本「外國人人氣觀光景點」排名第一。

## 歷史
島上的嚴島神社約建於6世紀末，12世紀平安時代末期曾受到平清盛之庇護，在江戶時代中期已成為全日本的知名觀光景點。其主要建物都已被列為日本國家重要文化財產，並收藏有多件來自過去皇族、貴族、武将、商人奉納的美術工藝品或武具。
戰國時代由於位於以安藝國為根據地的毛利氏及以周防國為根據地的大內氏勢力之間，雙方於1555年在此發生嚴島之戰，最終毛利氏在此取得勝利，並進一步成為統治中國地方多達10國的大名。
1587年豐臣秀吉統一日本後，在此建立大規模的大經堂，其本堂用了多達857張 榻榻米，也因此被稱為「千疊閣」，現被作為嚴島神社的攝末社豐國神社本殿。
明治維新後，曾任日本第一任內閣總理大臣的伊藤博文曾說「日本三景之一的真正價值要從彌山山點眺望」，為了方便前往島上的參拜客和觀光客，也因此在明治時代後期便有可以登上彌山的登山道路，1900年前往嚴島的定期渡輪也開始營運。
全島區域在1934年被劃入瀨戶內海國立公園，成為自然公園法規定的特別保護區。1952年被日本政府列為日本文化遺產、特別史跡和特別名勝，島上的原始林也被列為國家的自然保護植物。
1889年實施町村制時，島上區域設立嚴島町，1950年更名為「宮島町」，2005年被併入廿日市市。

## 自然景觀

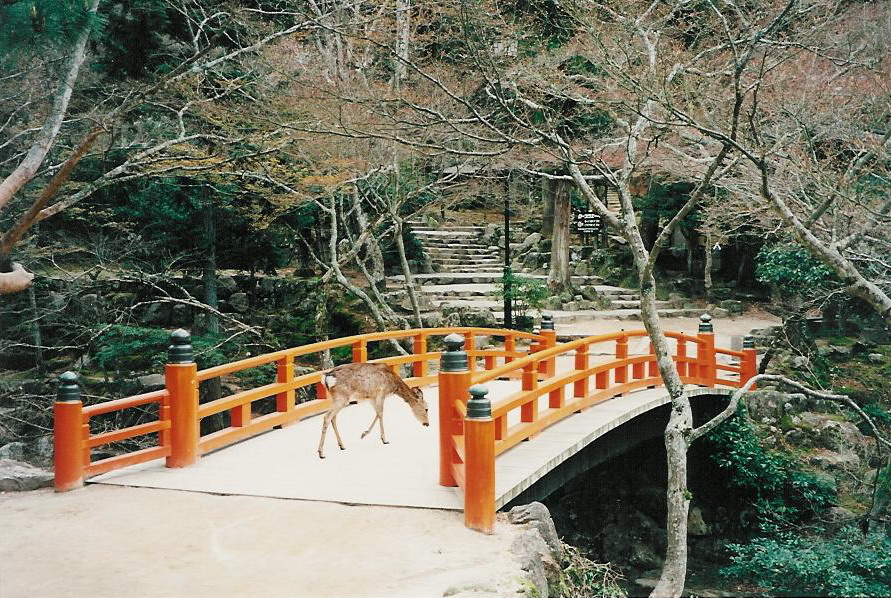
紅葉谷公園的橋及鹿

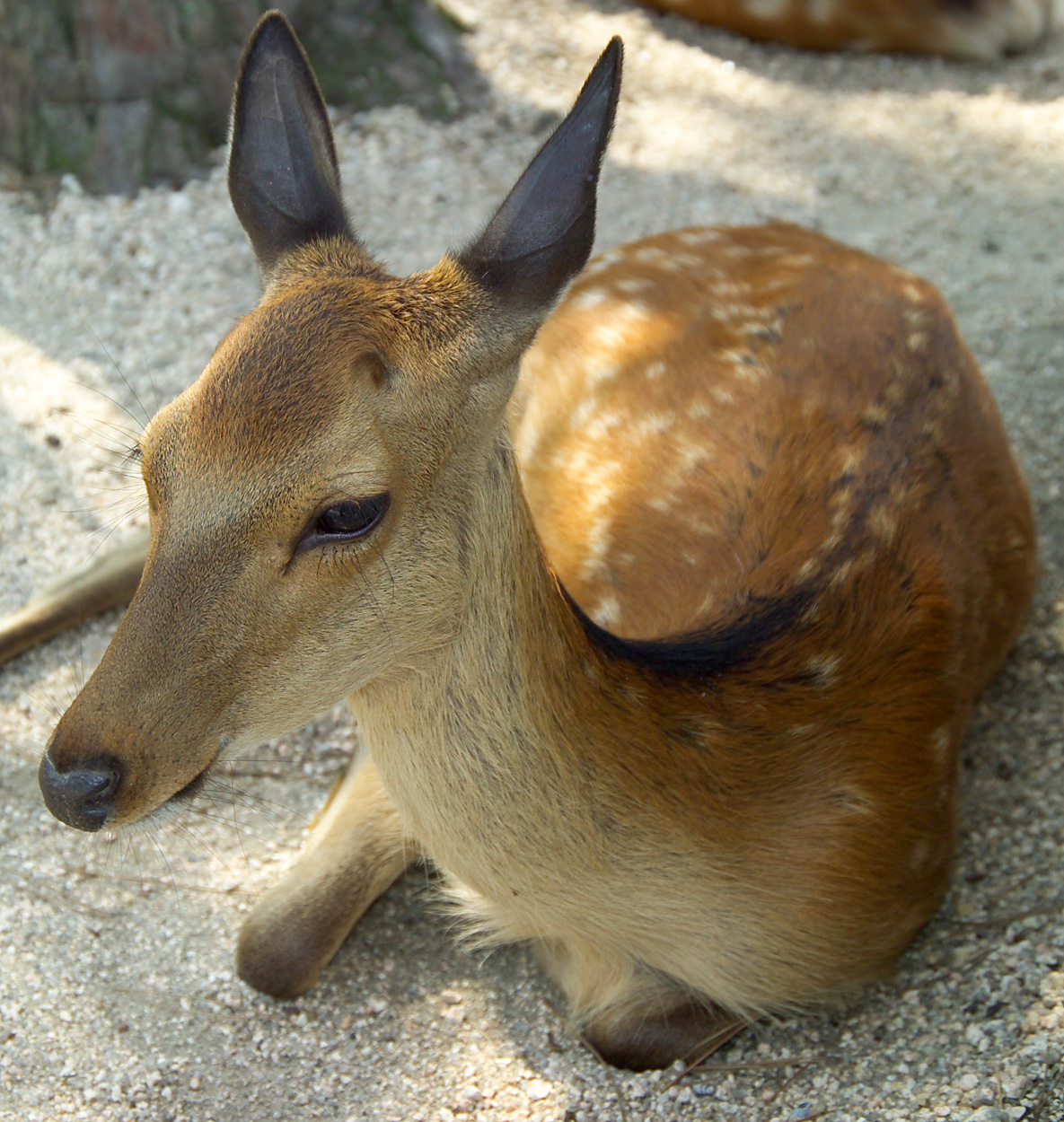
嚴島上的鹿

由於嚴島被視為女神所居住的島嶼，嚴島上從過去就是禁止砍伐樹木，因此島上至今得以維持完整的森林環境。島上有許多楓樹，在秋天會佈滿美麗的紅葉，可以搭乘纜車俯視紅葉谷，同時前往標高535公尺的彌山山頂。
島上有許多野生的鹿和猿猴，在過去的文獻中島上就一直有關於鹿的記載，這些鹿被認為是神的使者，目前島上的鹿估計約有600隻；但在江戶時代以前的紀錄中並沒有猴子的存在，推測現在的猿猴群是由人帶到島上繁衍而成。
在海邊的沙灘上，可以在退潮時看見許多寄居蟹。

## 觀光

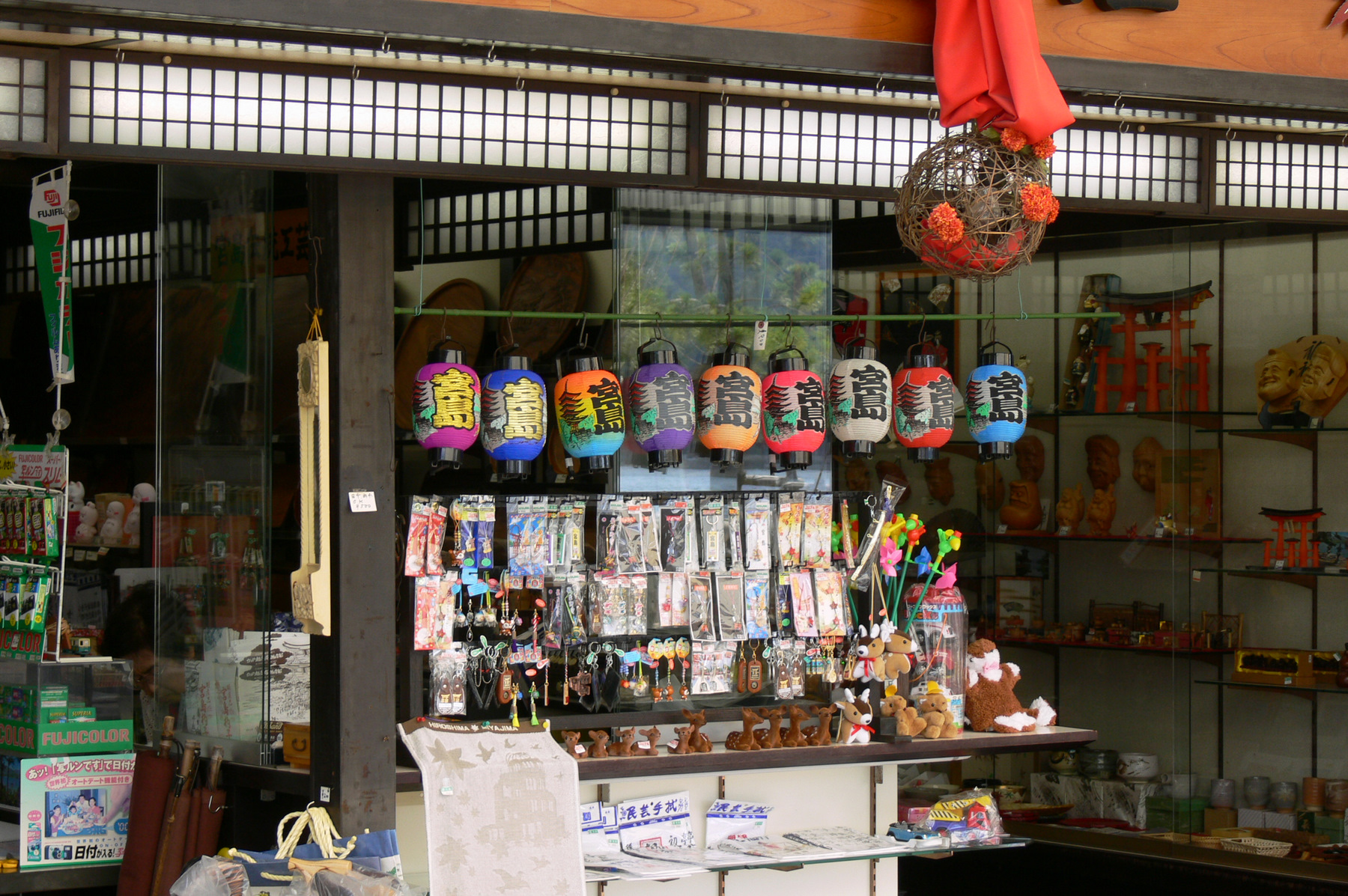
宫岛商铺

嚴島除了嚴島神社外，還有以大聖院為首的許多佛閣。另外有嚴島神社寶物館、宮島水族館、宮島歷史民俗資料館、廣島大學理學研究所附屬自然植物實驗所、宮島町傳統產業會館等文化設施供遊客參觀。每年到訪嚴島的遊客高達三百萬人，因此嚴島有不少旅館，這些旅館主要集中在宮島棧橋至嚴島神社的道路旁。
島上的主要特產為紅葉饅頭及杓文字等。在每年的8月14日舉行水上煙火大會。

### 嚴島神社
由於地理位置獨特及秀麗景致，嚴島自古就被認為是女神的御神體，嚴島之名即來自市杵島姫命（日语：いちきしまひめのみこと）。嚴島神社的創建時間並沒有明確的記載，但一般認為是在推古天皇即位當年（593年）由安藝國的有力豪族佐伯鞍職所創建。。在平安時代，由於平氏和源氏對神社的支持，使許多京都的皇親貴族前來參拜，並引進平安文化。江戶時代以後，在明治政府與廣島藩的支持及保護下，前來島上神社的香客絡繹不絕。今日的嚴島神社是日本最重要的觀光景點之一。

## 文化與習俗

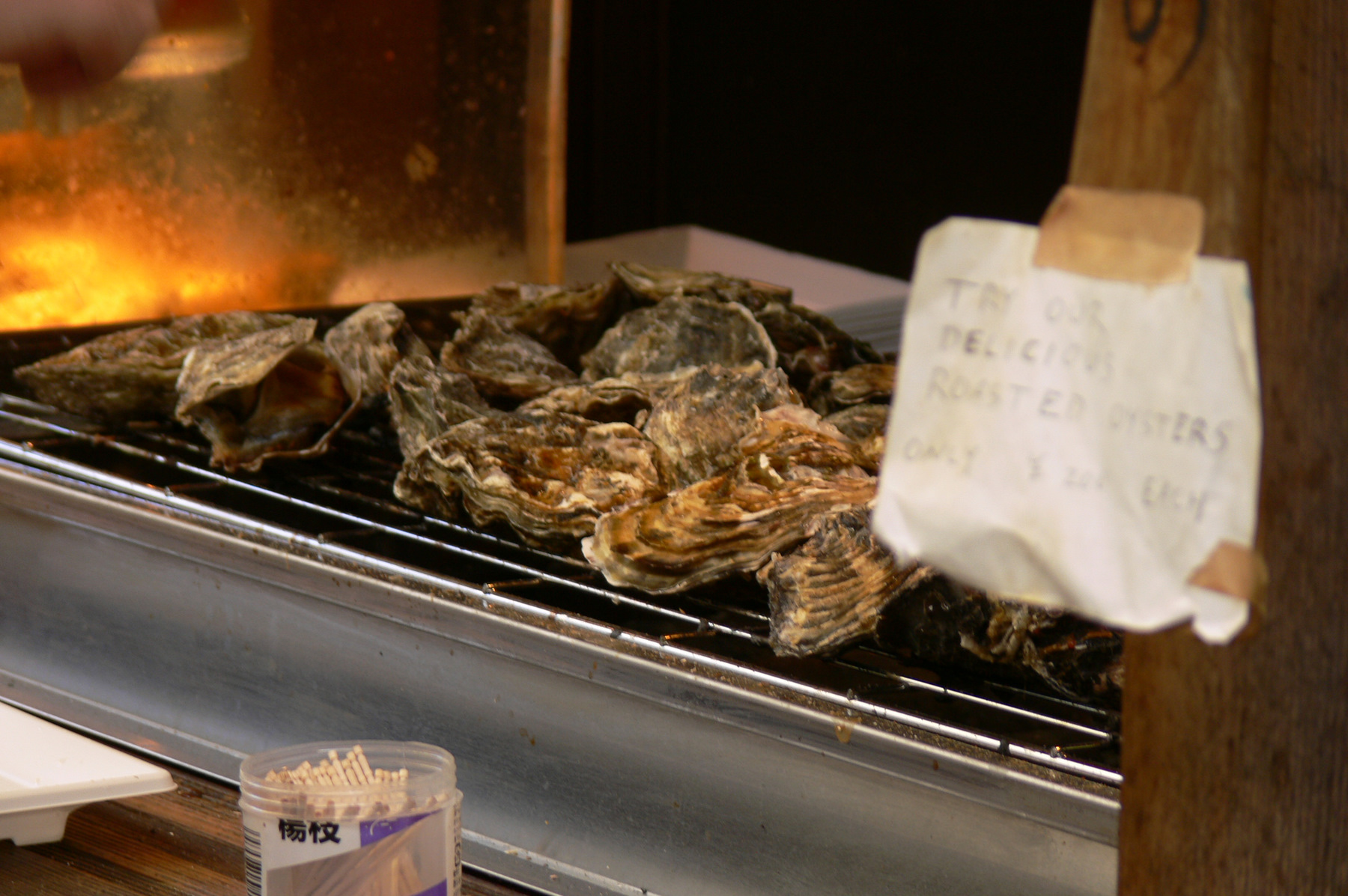
严岛烤蚝

基於信仰的理由，嚴島擁有許多獨特的習俗，這些習俗流傳至今。
嚴島自古被視為女神的御神體，為清淨之神域，因此對血、死亡等穢有所避忌。例如：
- 島上的死者均埋葬於對岸的赤崎，直到今日島上仍沒有建築任何的墓地。
- 島上的女性在快要分娩時，會去到本州的對岸分娩。分娩後的一百天才會回到島上。
- 女性經期時要到特設的町內小屋暫時隔離。

除此之外，島上嚴禁農耕及織布的行動。而島上的商家及居民，則有去大鳥居所在的海濱取水，清潔屋門的習慣。另外，由於島上的鹿被視為女神的使者，因此島上嚴禁傷害鹿。島內亦嚴禁飼養犬隻，從國內其他地方來的犬隻則要被送到本州的對岸放生。

## 交通

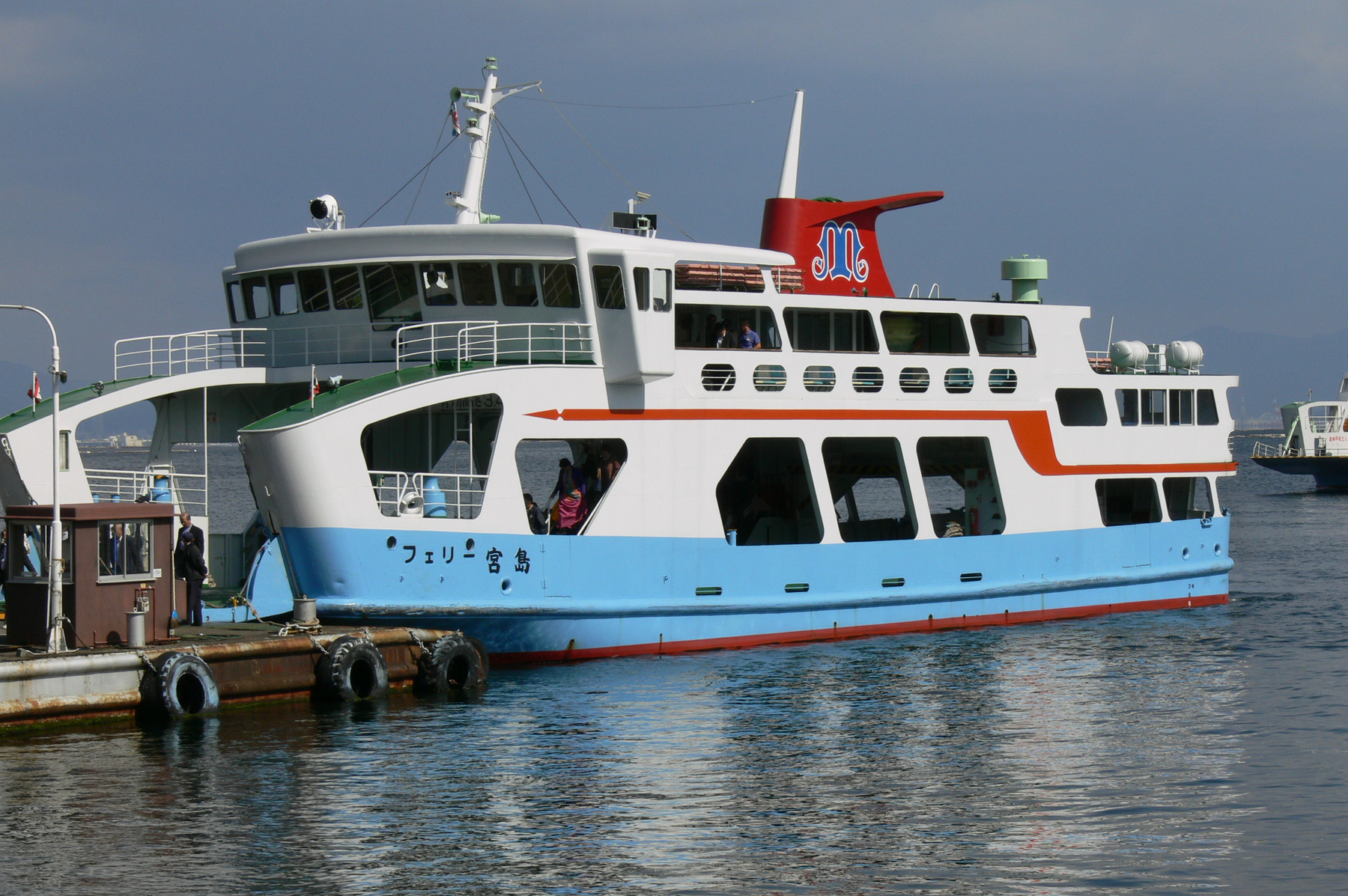
宫岛渡轮

搭乘廣島電鐵宮島線到終點廣電宮島口車站，或是搭乘西日本旅客鐵道山陽本線到宮島口車站，再由宮島口棧橋搭乘廣電經營的宮島松大汽船或是西日本旅客鐵道經營的宮島連絡船渡輪，約10到15分鐘可到達宮島棧橋；在前往宮島港時，船隻會行駛靠近嚴島神社的路線，滿潮時還可靠近大鳥居。
島內由於道路非常窄，加上有大量遊客和鹿，而主要景點嚴島神社也在港口的步行範圍內，島上住宿點也會提供接送服務，因此甚少有遊客自行駕車渡海前往。
在連續假日、新年參拜、水上煙火大會期間以及秋末的旅遊旺季中，宮島口周邊常因大量遊客的湧入而造成交通阻塞，因此有提供廣島市和廿日市市之間的接駁車協助乘客往返。

## 圖片集

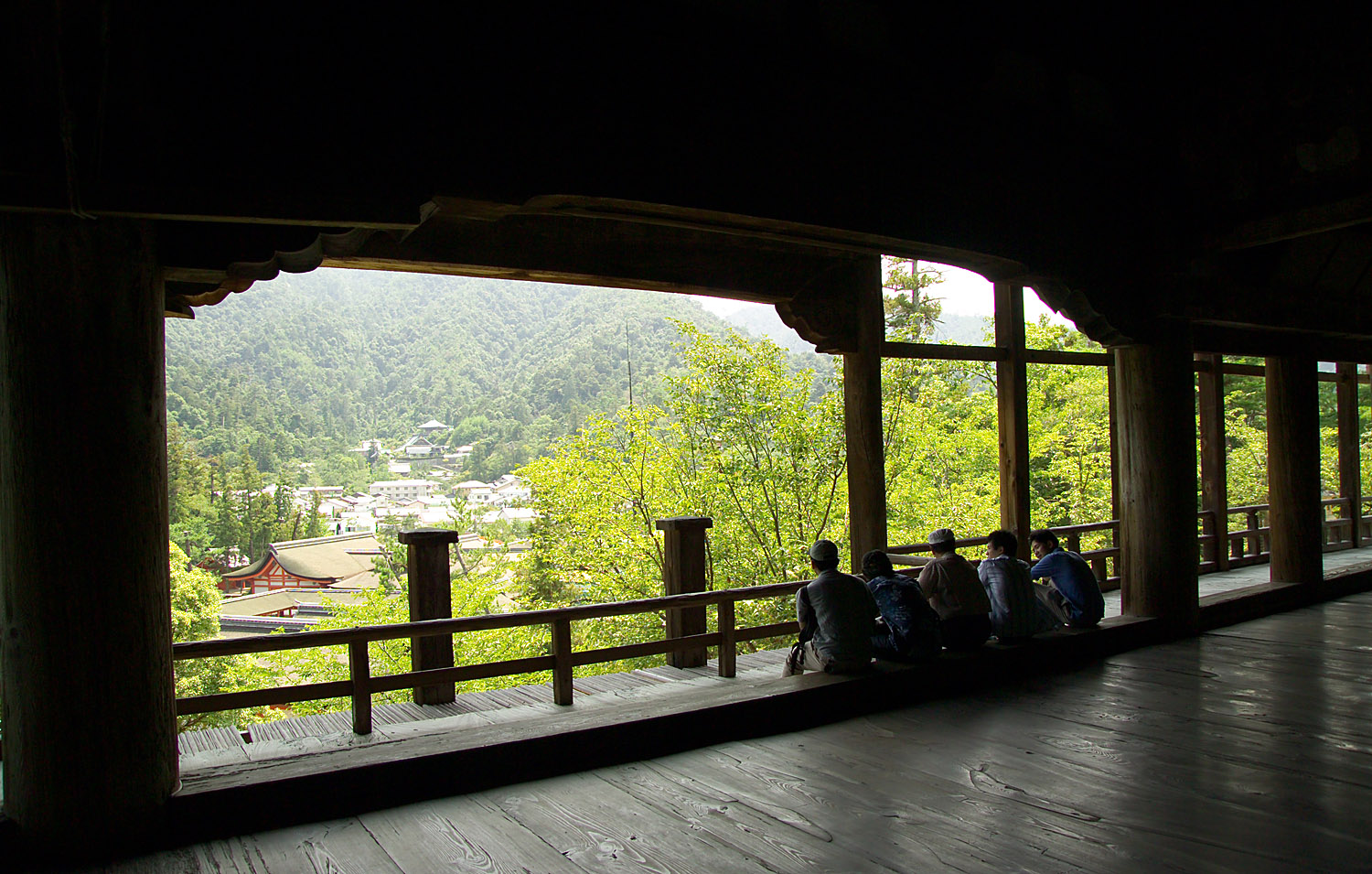
嚴島神社 末社豐國神社本殿「千畳閣」
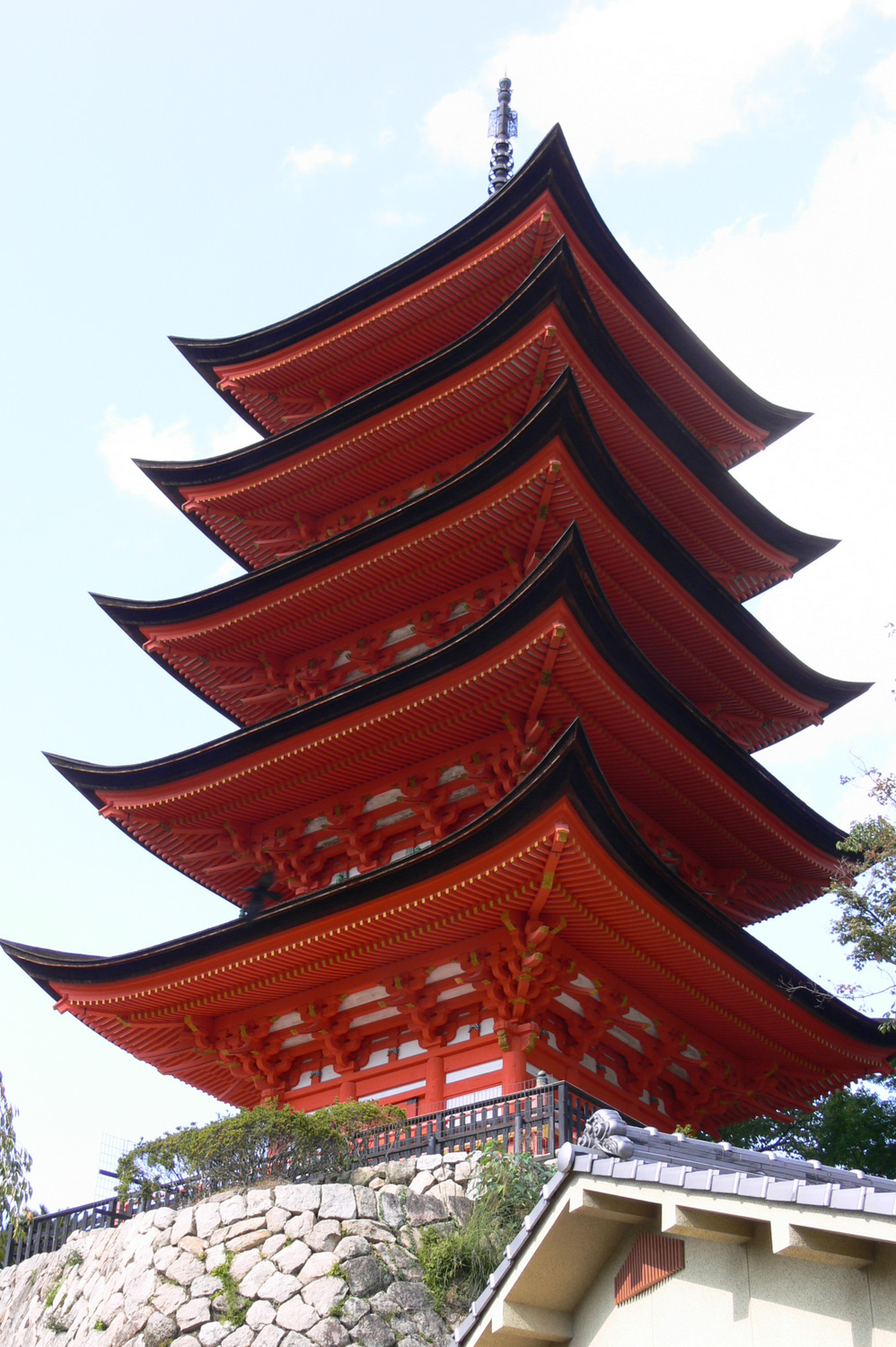
严岛五重塔
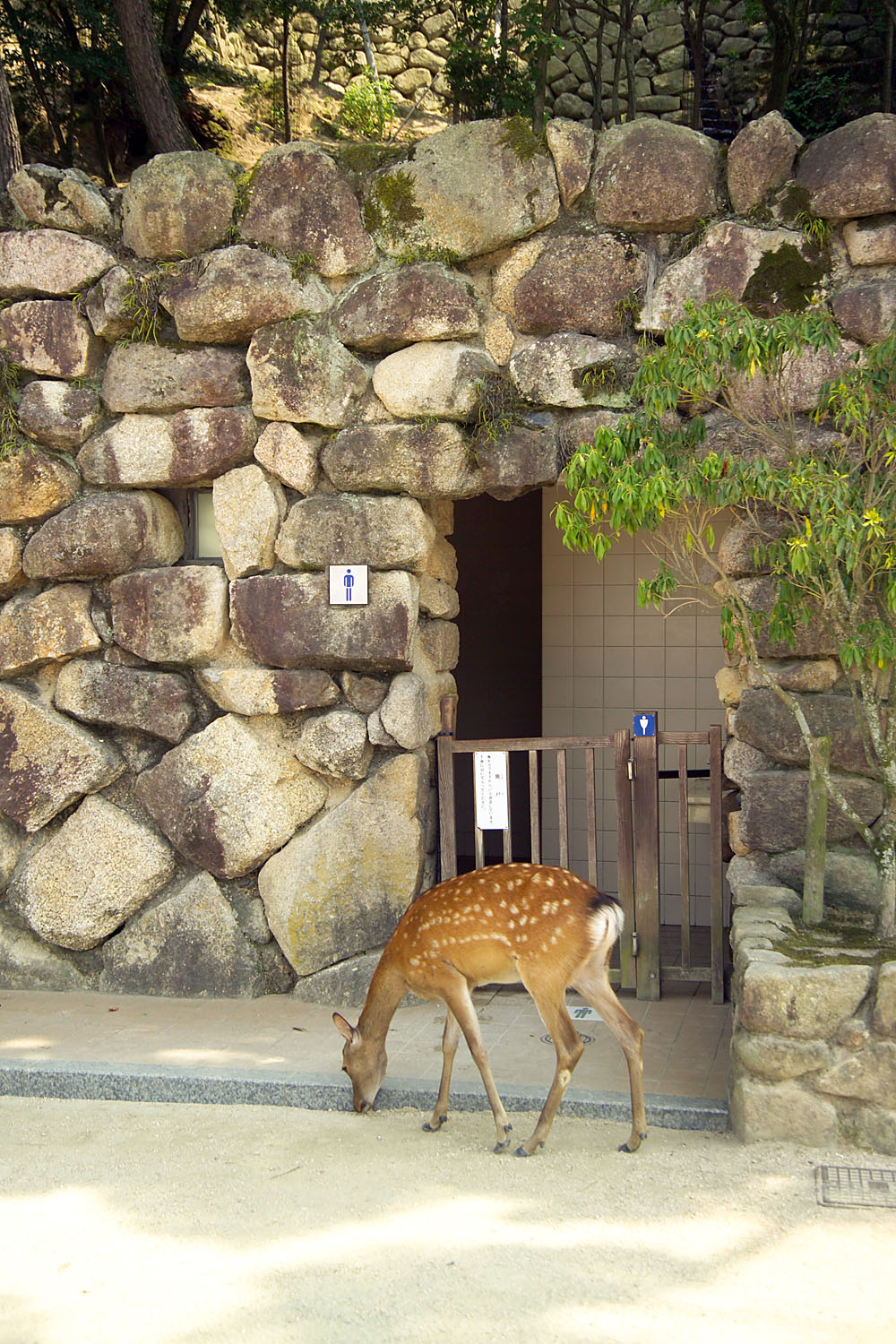
島上公共廁所及鹿
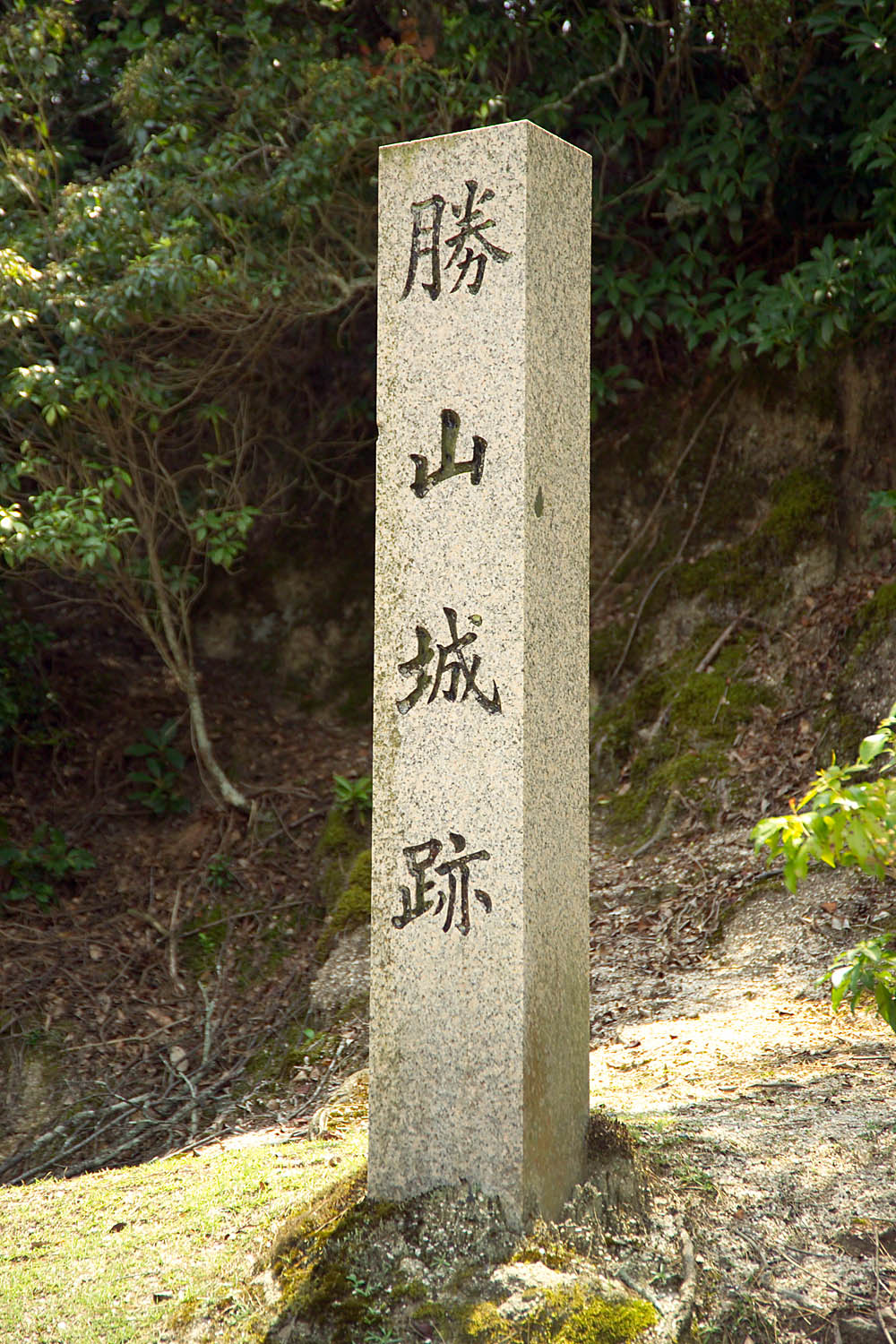
勝山城遺跡石碑

## 外部連結
- （日語） 宮島觀光官方網頁（页面存档备份，存于）
- （日語） 宮島觀光協會（页面存档备份，存于）